# Desatascador

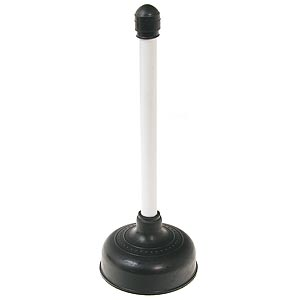
Desatascador.

El desatascador, destupidor, destapacaños, o desatorador, también denominado coloquialmente sopapa, sopapo, sacapapa, chupón, chuclete, chupa o ventosa, es un utensilio utilizado para desobstruir cañerías a través de un sistema de presión generado por fuerza manual aplicada sobre un mango de madera o plástico unido en su parte inferior a una ventosa de goma. Se utiliza generalmente para desembozar atascos producidos, por ejemplo, en sumideros, que son aberturas de diámetro inferior a la ventosa.
En inodoros y lavabos se utiliza tapando o metiendo en el hueco el desatascador y empujando varias veces hasta que se destape la cañería. Los desatascadores para inodoros tienen un palo de madera o plástico (a veces recubierto con hule) unido a la parte inferior (conocida como chupón o ventosa). En los desatascadores para inodoros el palo suele medir de 70 a 110 cm de largo por 4 cm de grosor y la ventosa mide de 15 a 30 cm de diámetro; mientras que en los desatascadores de lavabos el palo suele medir de 30 a 50 cm de largo por 3 cm de grosor y la ventosa mide de 10 a 15 cm de diámetro.